# Lewis Moist
Lewis Moist (* 26. Januar 1881 in Birmingham; † 14. April 1940 ebenda) war ein britischer Schwimmer.

## Karriere
Moist nahm 1908 an den Olympischen Spielen in London teil. Dort erreichte er im Wettbewerb über 1500 m Freistil das Halbfinale. Neben den Spielen gewann er zahlreiche lokale Titel im Freistil- und Brustschwimmen.